# Cephaloscyllium sufflans
Cephaloscyllium sufflans és una espècie de peix de la família dels esciliorrínids i de l'ordre dels carcariniformes.

## Morfologia
- Els mascles poden assolir 110 cm de longitud total.[1][2]

## Reproducció
És ovípar.

## Hàbitat
És un peix marí de clima tropical que viu entre 40-600 m de fondària.

## Distribució geogràfica
Es troba a Moçambic i Sud-àfrica (KwaZulu-Natal).